# Cornelio a Lapide

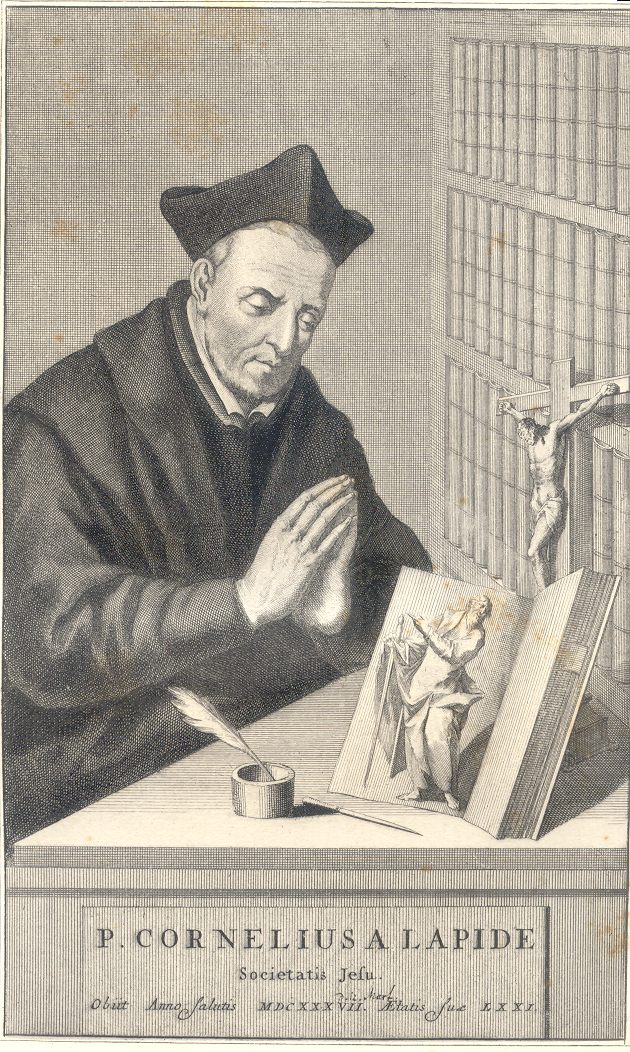
Cornelio a Lápide

Cornelio a Lapide (en latín: Cornelius Cornelii a Lapide y en flamenco: Cornelis Cornelissen van den Steen) (Bocholt, 18 de diciembre de 1567 – 12 de marzo de 1637) fue un jesuita y exégeta flamenco. Es conocido por sus comentarios a casi toda la Biblia, obra que influyó en la predicación de los años posteriores.

## Biografía
Cursó sus estudios de humanidades y filosofía en las Universidades de Maastricht y Colonia; comenzó la teología en la de Douai y luego cuatro años en la de Lovaina. Allí fue admitido definitivamente en la Compañía el 16 de julio de 1592 y ordenado sacerdote el 24 de diciembre del 1595. En esta universidad comenzó su docencia. Seis meses enseñó filosofía y luego hebreo y sagradas escrituras durante veinte años.